# Machilus multinervia
Machilus multinervia är en lagerväxtart som beskrevs av H. Liu. Machilus multinervia ingår i släktet Machilus och familjen lagerväxter. Inga underarter finns listade i Catalogue of Life.